# 보루시아 파르크
보루시아 파르크(Borussia-Park, 공식명칭은 "슈타디온 임 보루시아 파르크, Stadion im Borussia-Park")는 묀헨글라트바흐에 위치한 1 분데스리가에 속한 보루시아 묀헨글라트바흐의 홈 구장으로 이전 홈구장인 뵈켈베르크 슈타디온이 안전 기준에 미합함에 따라 2004년 7월에 새로 개장하였다.
보루시아 파르크는 54,067명을 수용할 수 있는데, 16,145석은 입석 방식이다. 국제 경기에는, 입석 자리가 모두 좌석으로 변경하여 46,249명을 수용할 수 있다.
새 구장은 VIP 라운지, 팬샵, 스포츠 바를 갖추고 있으며, 총 €85M의 건설비용이 소요되었다.
높은 수용력과 새로 지어진 구장인데도 불구하고 2006년 FIFA 월드컵을 주최하지 못하였다. 이 대회를 주최하지 못한 경기장으로는 이곳이 가장 수용력이 높다.

## 갤러리

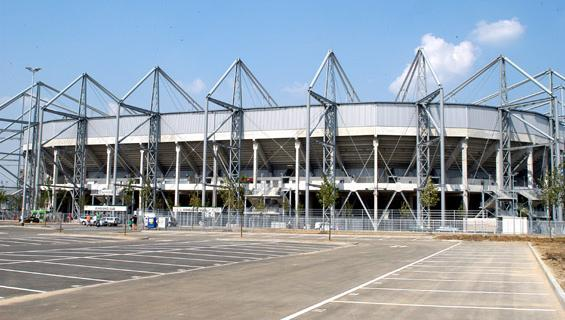
보루시아 파르크
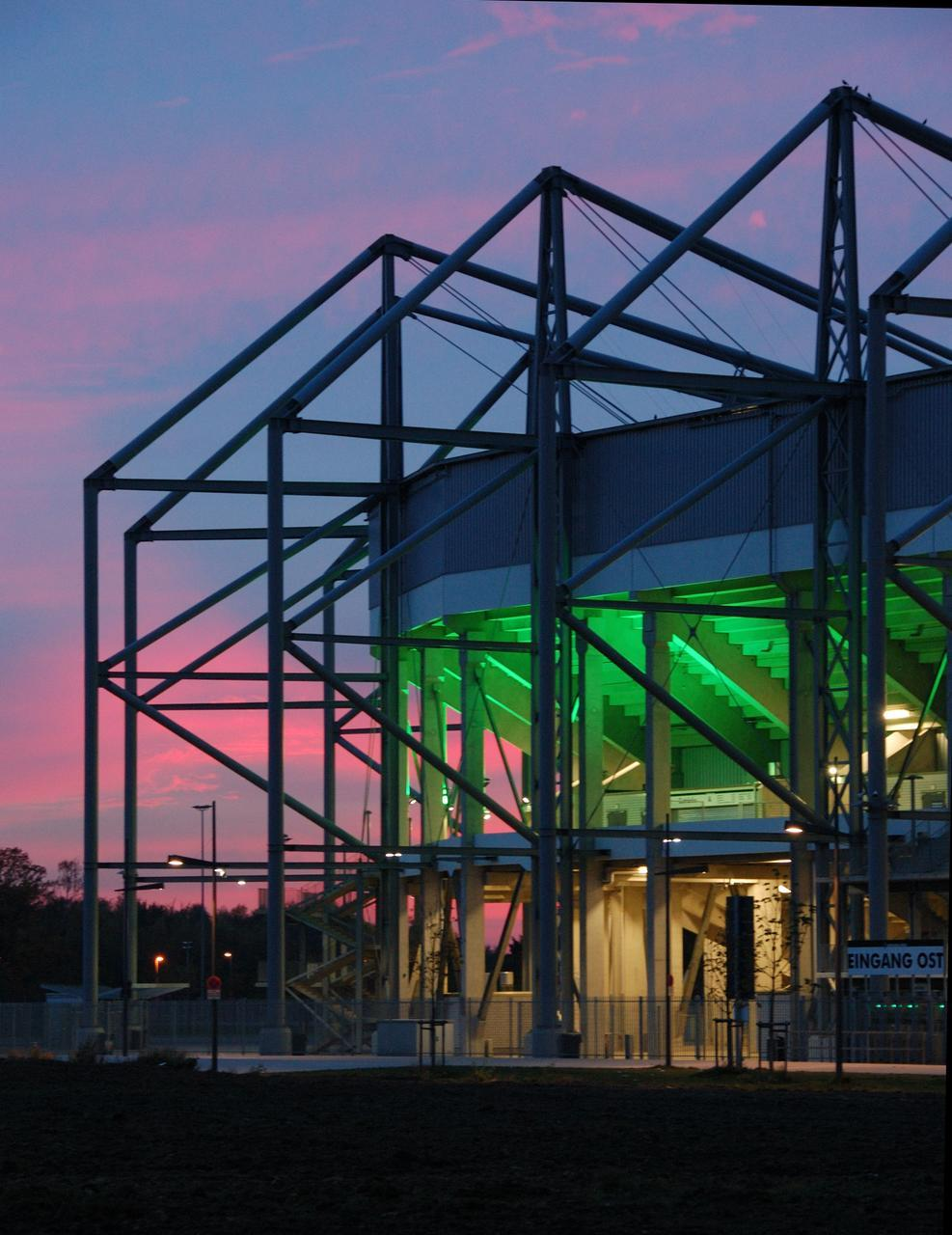
보루시아 파르크
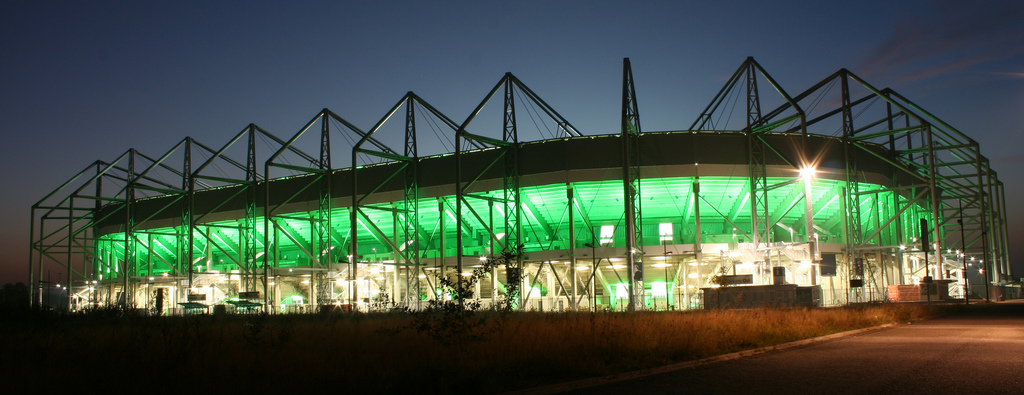
보루시아 파르크
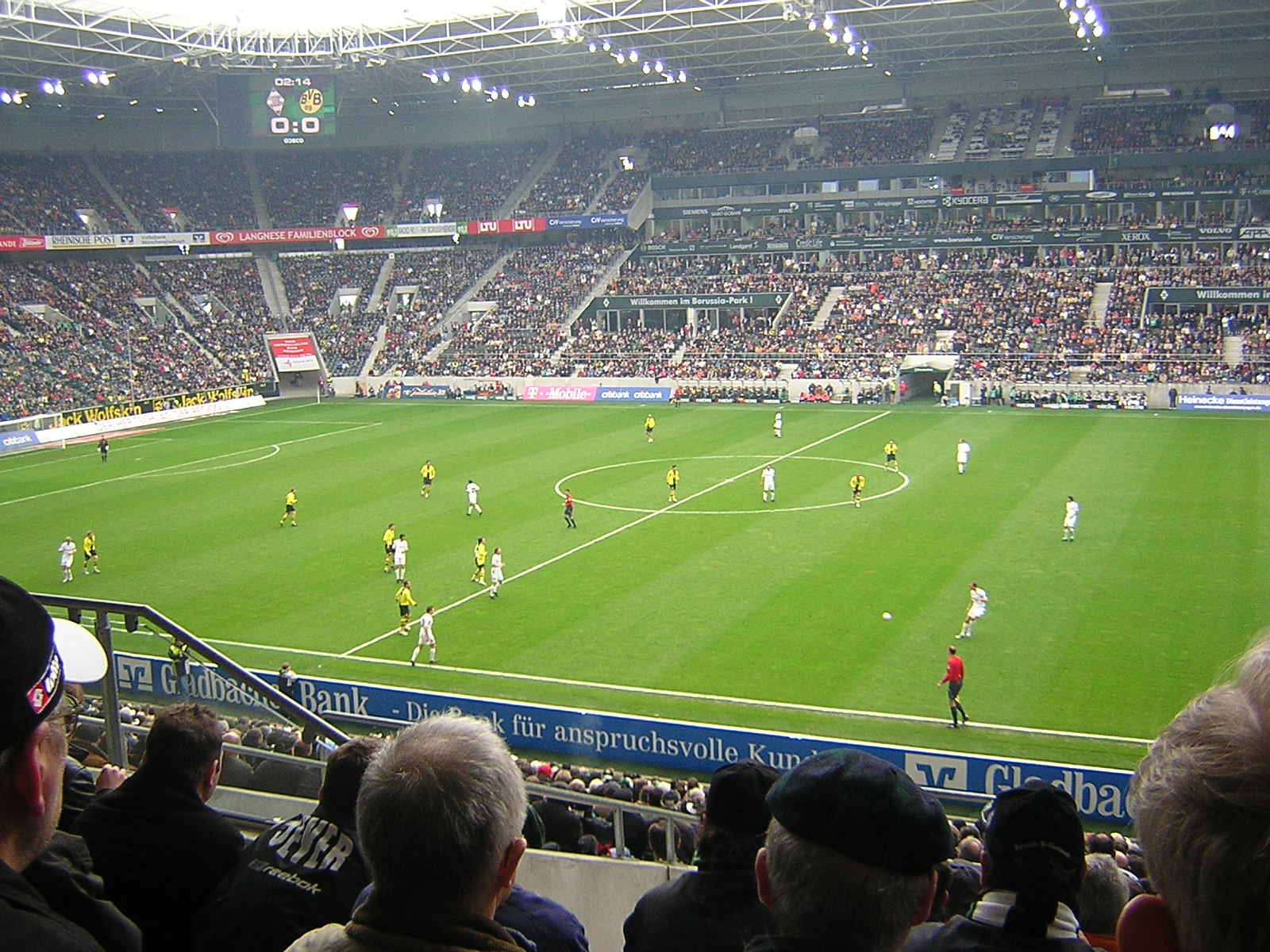
보루시아 파르크
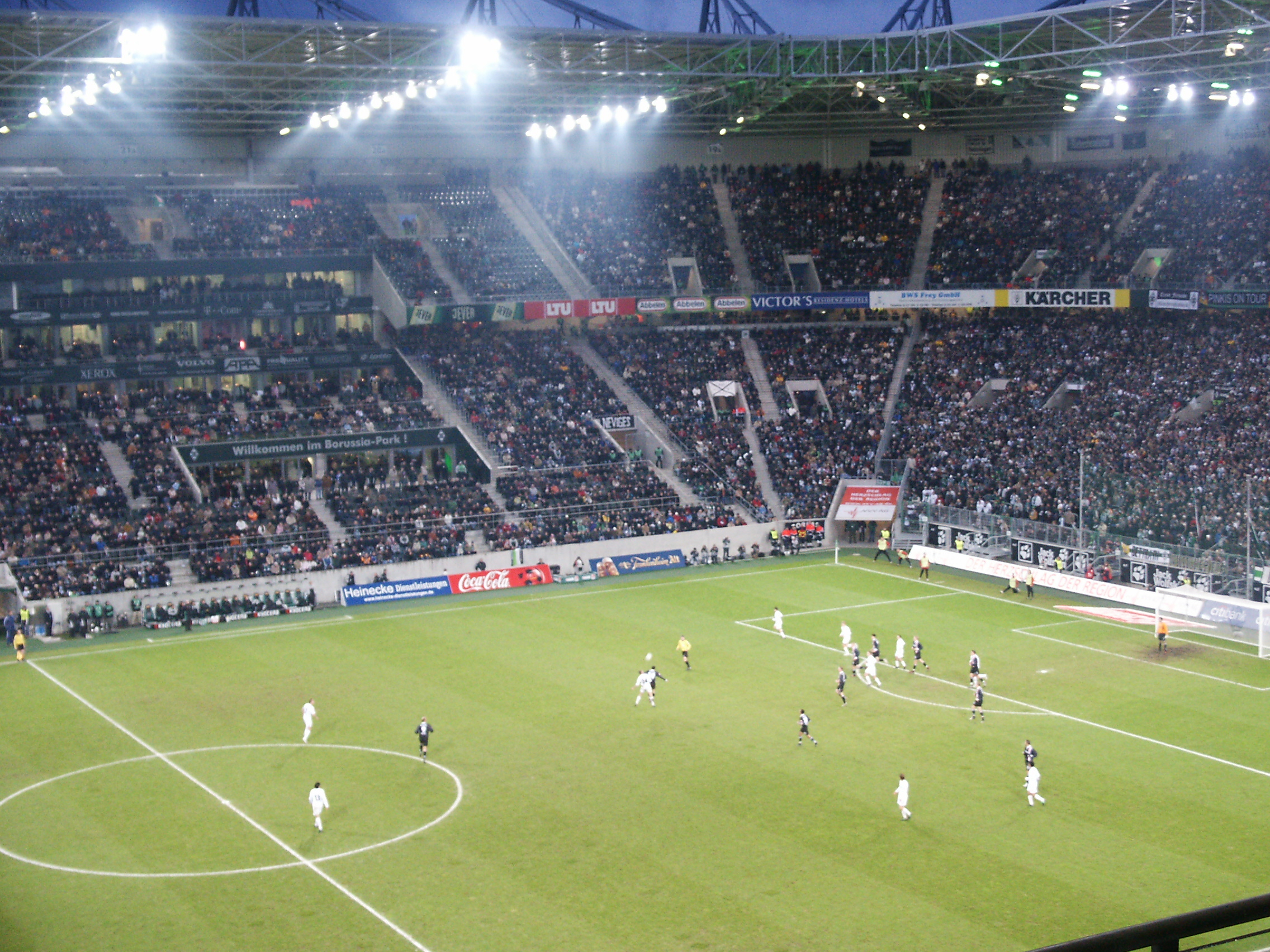
보루시아 파르크
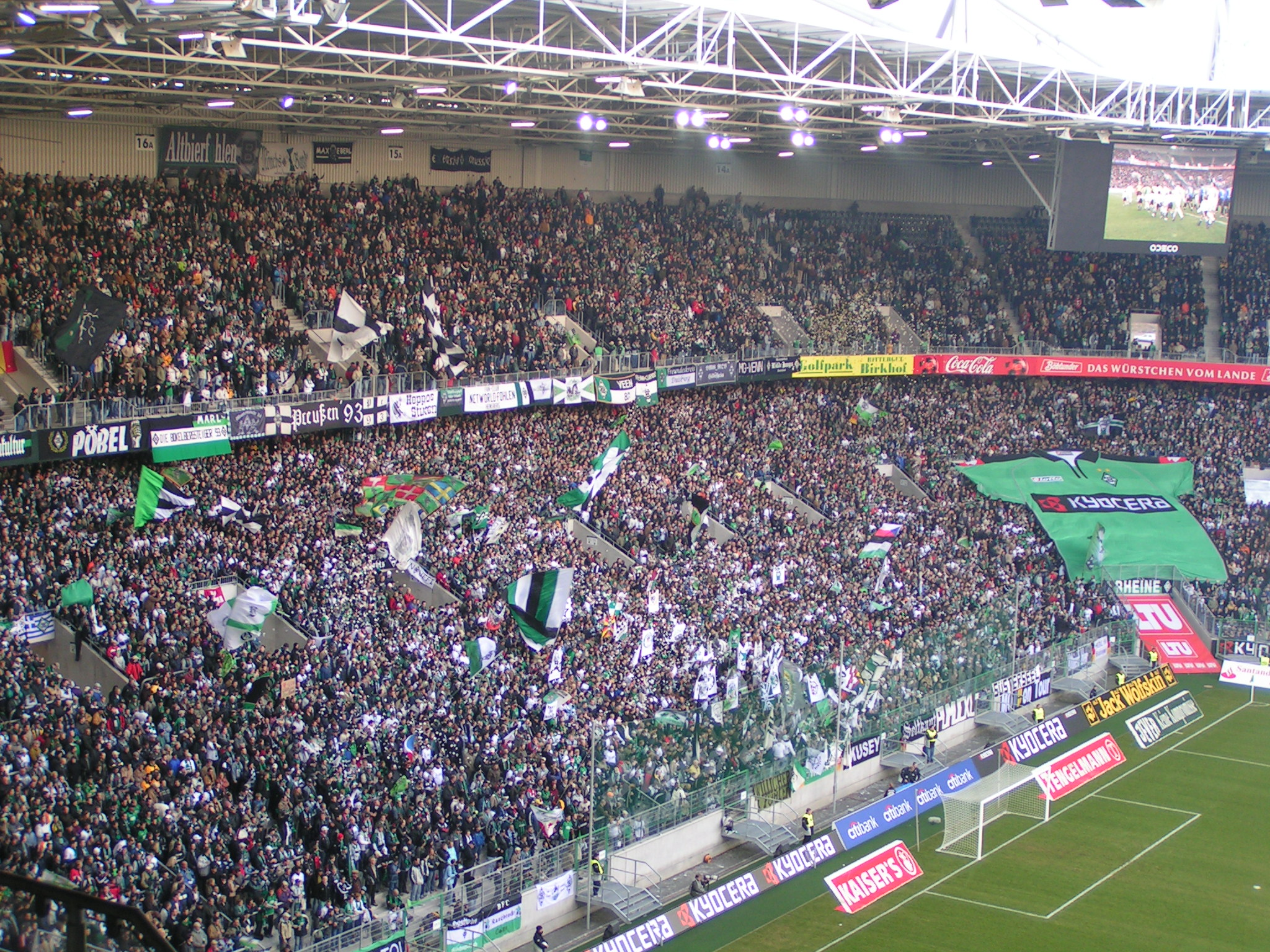
보루시아 파르크